# Поенару, Алин
Алин Поенару  (рум. Alin Poenaru; 26 апреля 1976, Крайова) — румынский футболист, полузащитник.

## Карьера
Дебютировал в 1996 году в «Университате» из города Крайова, сыграл 1 матч в высшей лиге. В дальнейшем играл за румынские клубы «Политехника» (Яссы) и «Фарул» (Констанца).
Летом 2000 года перешёл в новороссийский «Черноморец». Единственный матч за основной состав клуба провёл 7 августа 2000 года в рамках 1/16 финала Кубка России против «Кубани» (2:4), выйдя на замену на 64-й минуте вместо Манука Какосьяна. Также выступал за дублирующий состав «Черноморца», сыграл 8 матчей во втором дивизионе и 4 — в первенстве дублёров.
По состоянию на 2015 год работает детским тренером в клубе «Пандурий» (Тыргу Жиу), тренирует команды 2002 и 2007 годов рождения.